# 施恪
施恪，CVO，CBE（1934年1月14日—）英國殖民地官員，曾擔任多個香港政府高級職位，歷任銓叙司（1973年至1977年）、房屋司兼房屋委員會主席（1977年至1980年）、新聞司（1980年至1982年）、運輸司（1982年至1985年）。1978年，施恪於房屋司任內推出居者有其屋計劃，讓市民自置物業。但他擔任運輸司時的交通政策曾引致1984年香港的士罷駛事件。1985年任副布政司。1987年離港，升任開曼群島總督，至1992年離任。